# Ludivine Reding
Pour les articles homonymes, voir Reding.
Ludivine Reding est une actrice québécoise, née Vénutia-Ludivine Dubé Reding le 6 février 1997, à Montréal (Québec).

## Biographie

### Famille et jeunesse
Ludivine Reding est la fille de Geneviève Dubé, également comédienne et directrice d'une boîte de gérance d'artistes et de Sébastien Reding, comédien et directeur de plateau de doublage. Son père est originaire de Belgique. Elle passe son enfance à Laval et à Montréal, bien que sa famille élargie demeure en France. Ludivine Reding a rapidement choisi la même voie artistique que ses parents, qui l'ont toujours soutenue et encouragée dans tous ses projets,,,
Elle a également un frère Godefroy, lui aussi comédien. Ils ont par ailleurs joué ensemble dans le film Wolfe de Francis Bordeleau en 2018 en incarnant un frère et une sœur,.

### Formation
En 2009, la comédienne a suivi un programme de coaching en anglais avec Nancy Elms. Elle a poursuivi sa formation au camp Frenchwoods à New York pour son stage sur les arts et le spectacle.
Adolescente, Ludivine a étudié au collège Notre-Dame, à Montréal. La jeune femme a pratiqué plusieurs sports et a particulièrement excellé en badminton. Lors de ses études, elle s'est faite de nombreux amis qu'elle côtoie toujours aujourd'hui.

### Vie privée
Ludivine Reding est en couple avec Antoine, un homme qui travaille dans le domaine des finances.

### Carrière
Commençant très tôt dans le métier, elle est apparue, à l'âge de 6 ans, dans le vidéoclip de Marie-Mai, Encore une nuit.
À l'âge de neuf ans, elle commence à travailler dans le doublage et la postsynchronisation. Elle est notamment devenue la voix québécoise régulière de Chloë Grace Moretz, l'ayant doublée plusieurs fois. Elle est aussi la voix d'Agnès dans la version québécoise du film Détestable moi 1 et 2.
Elle tient également des rôles dans diverses séries télévisées comme Tactik sur Télé-Québec ou Marche à l'ombre sur Super Écran. C'est dans la série télévisée La Théorie du K. O., diffusée sur ICI Radio-Canada Télé, que le grand public québécois la découvre,.
En 2015, elle incarne le rôle de Rosabelle dans le film Ego Trip au côté de Patrick Huard, Antoine Bertrand et Sandrine Bisson.
En 2018, elle tient le rôle principal de Fanny Couture dans la série télévisée Fugueuse diffusée sur TVA, traitant de la prostitution juvénile chez les jeunes filles. La série la fait connaître du grand public et lui permet de recevoir sa « première nomination aux Gémeaux et un premier prix Artis » la même année.
En 2019, elle a participé à son premier court métrage en anglais, Fearfully and Wonderfully, tourné à Toronto. Lors d'une interview, elle révèle qu'elle a l'objectif de tenter une carrière internationale autant en France qu'aux États-Unis.
En 2020, elle reprend son personnage de Fanny Couture lors de la deuxième saison de la série Fugueuse,,,. Cette deuxième saison, ayant toutefois bénéficié de fortes audiences, a été moins bien reçue par la critique,. Ludivine Reding a notamment réagi à ces critiques,. Toutefois, malgré ce succès d'audience, Michelle Allen rejette toute possibilité de troisième saison et annule la série, déclarant « Je suis très, très contente des chiffres. C'est hallucinant, mais comme auteure dramatique, je suis allée au bout de cette histoire ». Au travers de ce personnage, Ludivine Reding s'est s'associée à la cause des jeunes en fugue au Québec, phénomène de société d'une grande importance en prenant la parole et prenant part à des événements en lien avec cela,.
Le 8 décembre 2020, TVA et Loto-Québec annoncent que Ludivine Reding allait animer le gala Célébration 2021 et Sébastien Benoît s'occupera des segments concernant les tirages. Le tout sera mis en scène par Joël Legendre, l'animateur vedette d'Enfanforme et de Lip Sync Battle: Face à Face.
En 2022, la jeune actrice a annoncé qu'elle prête sa voix dans un long métrage nommé Katak : Le Brave Béluga. Ce film d'animation réalisé par Christine Dallaire Dupont et Nicola Lemay, est sorti en salle le 24 février 2023. Elle participe également au balado On est rendu là. La même année, elle se voit confier le rôle de l'infirmière Sophia St-Jean dans la quotidienne québécoise STAT et fait aussi la voix de Mini-Jean dans la série d'animation Mini-Jean et Mini-Bulle.

### Prises de position
En août 2025, lors de sa participation au balado Jean-Charles en liberté animé par Jean-Charles Lajoie, elle exprime sa fierté de s'identifier comme Québécoise et affirme considérer le Québec comme son pays. Elle indique observer une participation accrue de jeunes dans les discussions entourant la souveraineté, qu'elle attribue notamment à l'enseignement de l'histoire. Elle souligne également son attachement à la culture québécoise et à la langue française parlée au Québec.

## Filmographie

### Cinéma

#### Longs métrages
- 2005 : Aurore de Luc Dionne : l'écolière no 5
- 2006 : La Belle Bête de Karim Hussain : Anne
- 2008 : Truffe de Kim Nguyen : la jeune fille
- 2009 : Grande Ourse : La Clé des possibles de Patrice Sauvé : la jeune fille au balcon
- 2010 : L'Affaire Kate Logan (The Kate Logan Affair) de Noël Mitrani : Juliette Gando
- 2015 : Ego Trip de Benoit Pelletier : Rosabelle
- 2016 : Boris sans Béatrice de Denis Côté : la vendeuse
- 2018 : Wolfe de Francis Bordeleau : Bibiane

#### Courts métrages
- 2013 : Beau comme dans les films de Mariane Laporte : Crystelle
- 2013 : Indochine: College Boy de Xavier Dolan : la sœur du souffre-douleur
- 2014 : Pas la grosse Sophie de Philippe Arsenault : Sophie
- 2016 : Carnasse de Francis Bordeleau : Mara
- 2019 : Fearfully and Wonderfully Made de Raolat Abiola : Jitterbug[1]

### Télévision
- 2013 : Inheriting Trouble : la jeune Nancy (saison 2, épisode 6)
- 2013 : Tactik : Dideline (3 épisodes)
- 2014-2015 : La Théorie du K. O. : Jaimie Hébert (25 épisodes)
- 2015 : Têtes d'affiche de Sébastien Gagné : Laeticia Robidoux (téléfilm)
- 2015 : Marche à l'ombre : Véro (3 épisodes)
- 2015-2017 : Mémoires vives : Louana Bertoli (4 épisodes)
- 2016 : Les Beaux Malaises : la gardienne (saison 3, épisode 8)
- 2018-2020 : Fugueuse : Fanny Couture
- 2018 : La Dérape[13] : Émilie Richer (mini-série, 3 épisodes)
- 2018 : La Malédiction de Jonathan Plourde : Ludivine (6 épisodes)
- 2018-2019 : Clash : Jasmine Taillefer[34] (saisons 1 et 2)
- 2019 : Cerebrum : Laure Robichaud (7 épisodes)
- 2022-2024: Stat : Sophia St-Jean
- 2022-2024 : Mini-Jean et Mini-Bulle : voix de Mini-Jean

## Doublage

### Cinéma

#### Films
- Chloë Grace Moretz dans (11 films) :
  - Volt (2008) : Penny jeune (voix)
  - Kick-Ass (2010) : Mindy Macready / Hit Girl
  - Journal d'un dégonflé (2010) : Angie Steadman
  - Terres de sang (2011) : Anne Sliger
  - Hugo (2011) : Isabelle
  - Ombres et Ténèbres (2012) : Carolyn Collins Stoddard
  - Kick-Ass 2 (2013) : Mindy Macready / Hit Girl
  - Carrie (2013) : Carrie White
  - En attendant (2014) : Annika
  - La Cinquième Vague (2016) : Cassie Sullivan
  - Les Voisins 2 (2016) : Shelby

- Joey King dans (5 films) :
  - Ramona et Beezus (2010) : Ramona Quimby
  - Oz, le magnifique (2013) : la petite fille
  - La Conjuration (2013) : Christine Perron
  - Independence Day: Résurgence (2016) : Sam Blackwell
  - Braquage à l'ancienne (2017) : Brooklyn Harding

- Josephine Langford dans (5 films) :
  - After : La Rencontre (2019) : Theresa « Tessa » Young
  - After : La Collision (2020) : Theresa « Tessa » Young
  - After : La Chute (2021) : Theresa « Tessa » Young
  - After : L'Éternité (2022) : Theresa « Tessa » Young
  - After : La Destinée (2023) : Theresa « Tessa » Young

- Bailee Madison dans (4 films) :
  - Frères (2009) : Isabelle Cahill
  - Méchant Menteur (2011) : Maggie
  - L'Ange des cow-girls (2012) : Ida Clayton
  - Surveillance parentale (2012) : Harper Simmons

- Willow Shields dans (4 films) :
  - Hunger Games (2012) : Primrose Everdeen
  - Hunger Games : L'Embrasement (2013) : Primrose Everdeen
  - Hunger Games : La Révolte, partie 1 (2014) : Primrose Everdeen
  - Hunger Games : La Révolte, partie 2 (2015) : Primrose Everdeen

- Annalise Basso dans (2 films) :
  - Oculus (2013) : Kaylie, jeune
  - Ouija : L'Origine du mal (2016) : Paulina « Lina » Zander

- 2018 : Nation Destruction : Lily Colson (Odessa Young)
- 2019 : Noël Tragique : Helena (Madeleine Adams)
- 2023 : Cinq nuits chez Freddy : Maxine (Kat Conner Sterling)

#### Films d'animation
- 2006 : L'Éléphant bleu : Khan Suay
- 2009 : La Princesse et la Grenouille : Tiana jeune
- 2009 : Là-haut : Ellie jeune
- 2009 : Poissonaute : Marina
- 2009 : Détestable Moi : Agnès
- 2012 : Stella et Sacha (en) : Stella
- 2015 : Sens dessus dessous : Riley
- 2019 : UglyDolls : Mandy
- 2019 : La Course des tuques : Charlie
- 2020 : Âme : Miho
- 2021 : Raya et le Dernier Dragon : Namaari jeune
- 2023 : Élementaire :  Flam

### Télévision

#### Téléfilms
- 2015-2020 : Enquêtes gourmandes : Abigail[35] (Ali Skovbye) (série de téléfilms)

#### Sériés télévisées
- 2017-2018 : Célébrités en amour : Tangey Turner (Pepi Sonuga)
- Depuis 2019 : The Boys : Annie January / « Stella » (Erin Moriarty)
- 2024 : Maxton Hall - Le monde qui nous sépare : Lydia Beaufort (Sonja Weißer)

## Récompenses
- Gala Artis 2018 : meilleure rôle féminin dans une série dramatique pour son rôle de Fanny Couture dans Fugueuse

## Nominations
- Prix Gémeaux 2018 : meilleure premier rôle féminin dans une série dramatique pour son rôle de Fanny Couture dans Fugueuse
- Prix Gémeaux 2019 : meilleure premier rôle féminin dans une série dramatique quotidienne pour son rôle de Jasmine Taillefer dans Clash